# Desmopuntius pentazona
Espèce
Synonymes
- Barbus pentazona pentazona (non valide)
- Barbus pentazona (non valide)

Desmopuntius pentazona (anciennement Barbus pentazona) est aussi appelé Barbus à 5 bandes en raison des 5 bandes noires sur son corps. On trouve ce poisson en Malaisie ou à Bornéo. Contrairement à d'autres espèces de Barbus, c'est un poisson sociable mais timide. Les paramètres optimales pour élever ce poisson sont une eau avec une température comprise entre 22 et 26  degrés Celsius, une dureté totale allant de 9 à 18 degrés et un pH compris entre 6 et 6,5 soit une eau légèrement acide (source:poissons et aquarium , le barbus à cinq bandes )